# VM i bandy 1995
Verdensmesterskabet i bandy 1995 var det 19. VM i bandy gennem tiden, og mesterskabet blev arrangeret af International Bandy Federation. Turneringen havde deltagelse af otte hold og blev afviklet i Roseville, Minnesota, USA i perioden 30. januar – 5. februar 1995. Det var første gang at VM i bandy blev spillet i Nordamerika, og Kasakhstan deltog i VM for første gang.
Mesterskabet blev vundet af de forsvarende verdensmestre Sverige efter finalesejr over Rusland på 6-4. Det var Sveriges femte VM-titel gennem tiden og den anden i træk. Bronzemedaljerne gik til Finland, som besejrede Kasakhstan med 3-2 i bronzekampen, og som dermed vandt VM-bronze for 12. gang.

## Resultater

### Gruppe A
De fire formodet bedste hold spillede i gruppe A. Holdene spillede først en indledende runde alle-mod-alle. Sejre gav 2 point, uafgjorte 1 point, mens nederlag gav 0 point. De to bedste hold kvalificerede sig direkte til semifinalerne, mens nr. 3 og 4 gik videre til kvartfinalerne.
| Plac. | Hold    | Kampe | + Mål − | Point |
| ----- | ------- | ----- | ------- | ----- |
| 1.    | Rusland | 3     | 21-80   | 6     |
| 2.    | Sverige | 3     | 14-90   | 4     |
| 3.    | Finland | 3     | 08-10   | 1     |
| 4.    | Norge   | 3     | 05-21   | 1     |

### Gruppe B
I gruppe B spillede de fire formodet svageste hold. De to bedste hold kvalificerede sig til kvartfinalerne mod nr. 3 og 4 fra gruppe A, mens nr. 3 og 4 spillede placeringskamp om 7.-pladsen.
| Plac. | Hold       | Kampe | + Mål − | Point |
| ----- | ---------- | ----- | ------- | ----- |
| 1.    | Kasakhstan | 3     | 46-30   | 6     |
| 2.    | USA        | 3     | 16-90   | 4     |
| 3.    | Canada     | 3     | 07-22   | 1     |
| 4.    | Ungarn     | 3     | 07-42   | 1     |

### Finale- og placeringskampe
Nr 3 og 4 fra gruppe A samt nr. 1 og 2 fra gruppe B spillede kvartfinaler om to pladser i semifinalerne, hvor vinderne mødte nr. 1 og 2 fra gruppe A. Taberne af kvartfinalerne spillede placeringskamp om 5.-pladsen, mens nr. 3 og 4 fra gruppe B spillede placeringskamp om 7.-pladsen.
| Dato         | Kamp                 | Resultat |
| ------------ | -------------------- | -------- |
| Kvartfinaler |                      |          |
| 3.2.         | Norge - Kasakhstan   | 2-4      |
| 3.2.         | USA - Finland        | 1-6      |
| Semifinaler  |                      |          |
| 4.2.         | Rusland - Kasakhstan | 11-30    |
| 4.2.         | Sverige – Finland    | 8-4      |
| Bronzekamp   |                      |          |
| 5.2.         | Finland – Kasakhstan | 3-2      |
| Finale       |                      |          |
| 5.2.         | Rusland – Sverige    | 4-6      |

| Dato               | Kamp            | Resultat |
| ------------------ | --------------- | -------- |
| Kamp om 7.-pladsen |                 |          |
| 3.2.               | Ungarn - Canada | 1-9      |
| Kamp om 5.-pladsen |                 |          |
| 4.2.               | Norge - USA     | 4-1      |

### Samlet rangering
| VM 1995 | VM 1995    |
| ------- | ---------- |
| Guld    | Sverige    |
| Sølv    | Rusland    |
| Bronze  | Finland    |
| 4.      | Kasakhstan |
| 5.      | Norge      |
| 6.      | USA        |
| 7.      | Canada     |
| 8.      | Ungarn     |